# اسکیوا فالکائو
اسکیوا فالکائو (پرتغالی: Esquiva Falcão؛ زادهٔ ۱۲ دسامبر ۱۹۸۹) بوکسور اهل برزیل است.